# Ритигер
Ритигер (Ритогар, «тиран женевский») — легендарный король алеманнов, который хотел жениться на княжне Ванде.
Впервые он упоминается в Хронике Польской у Викентия Кадлубека как «тиран женевский», который после смерти Крака захотел силой захватить его земли. Когда к армии захватчиков вышла Ванда, войска оккупанта были пленены её красотой и отказались воевать. Их правитель, в отчаянии, бросился на меч.
Согласно Великопольской хронике, правитель алеманнов желал взять в жены прекрасную Ванду, а получив от неё отказ, вторгся в пределы её страны. Он погиб во время сражения и в знак благодарности языческим богам Ванда бросилась в Вислу.
Имя короля алеманнов — Ритигер — упоминается в хронике Яна Длугоша. Возможно, он взял это имя из повествования об Озантриксе в Саге о Тидреке Бернском.